# Grands moulins de Nancy
Les grands moulins de Nancy, anciennement moulins Vilgrain, constituent un ensemble de bâtiments industriels situés au nord-est de Nancy en Lorraine.

## Historique
La présence d'un moulin est attestée sur le site dès le XIIe siècle.
Les grands moulins, s'appelaient anciennement moulins Vilgrain, du nom d'une famille d'industriels minotiers, parmi lesquels Louis Vilgrain et son fils Ernest Vilgrain. Les bâtiments ont été construits en 1912 sur la berge du Canal de la Marne au Rhin. Incendiés par les Allemands en 1944, ils ont été reconstruits après la deuxième Guerre mondiale par les architectes Jacques et Michel André.
Le site industriel appartient aux Grands Moulins de Paris.
En 1989, l'usine employait encore 370 personnes, mais en 2016, il n'y avait plus qu'une trentaine de salariés.
Le 17 décembre 2015, le label Patrimoine du XXe siècle a été attribué au bâtiment par le ministère de la Culture.

## Description
Il s'agit d'un grand complexe industriel de fabrication de farine et de pain implanté sur un site important, dans le quartier Stanislas-Meurthe. Il est composé de silos, d’ateliers et d’une minoterie. La structure est en béton armé.  La surface est de 22 000 m2, le bâtiment principal s'élève sur 9 étages et présente une structure de type « Eiffel ».
Le moulin était relié par une bande transporteuse souterraine à un quai de déchargement des céréales situé sur le canal de la Marne au Rhin. Il était également desservi par  chemin de fer via  un embranchement particulier raccordé à la  ligne de Champigneulles à Houdemont.

## Dans la culture
Le site des Grands-Moulins apparaît en arrière-plan dans le tableau Les Amoureux d'Émile Friant, conservé au Musée des Beaux-Arts de Nancy.

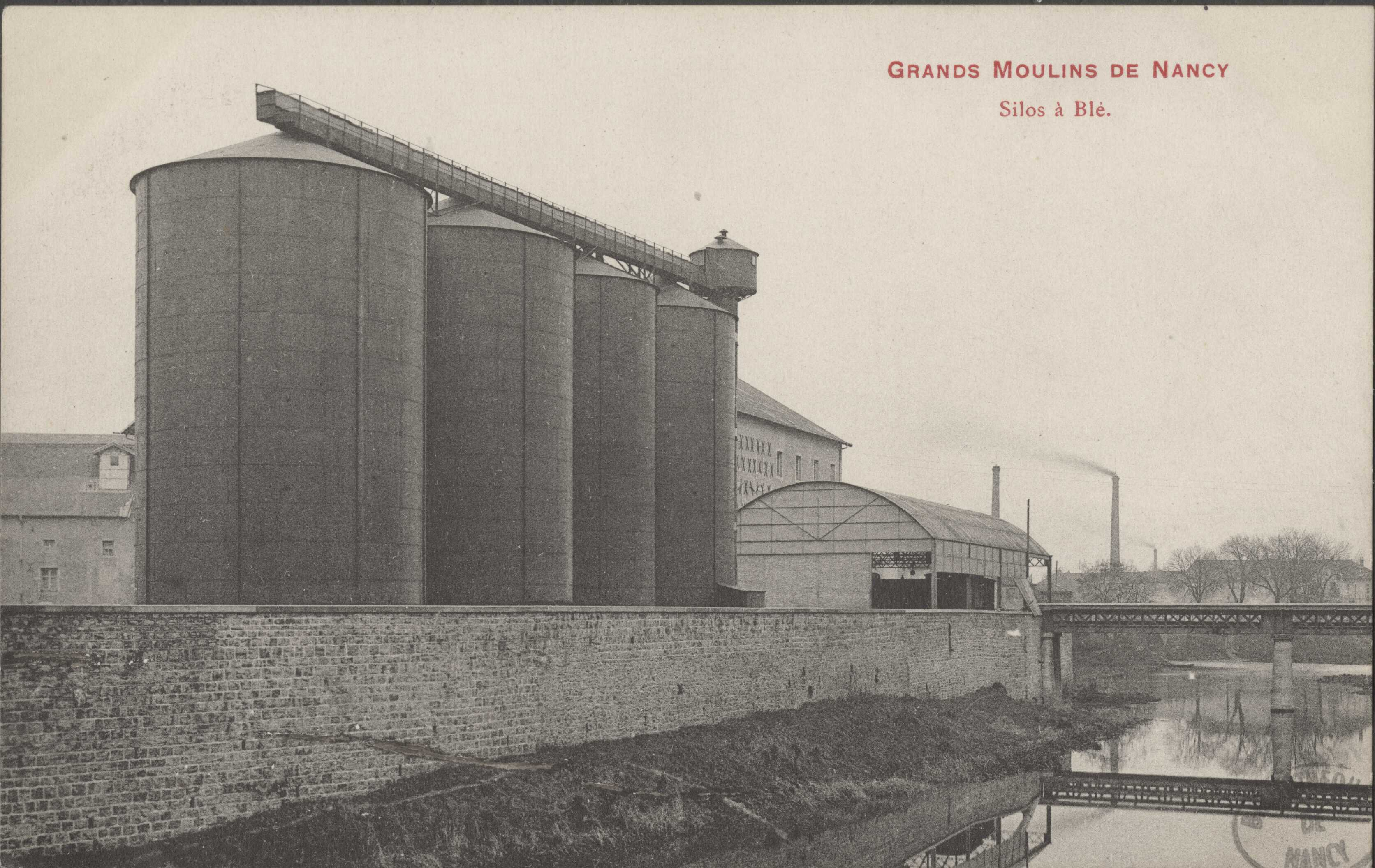
Les silos des grands moulins de Nancy au début du 20e siècle, carte postale conservée à la bibliothèque municipale de Nancy
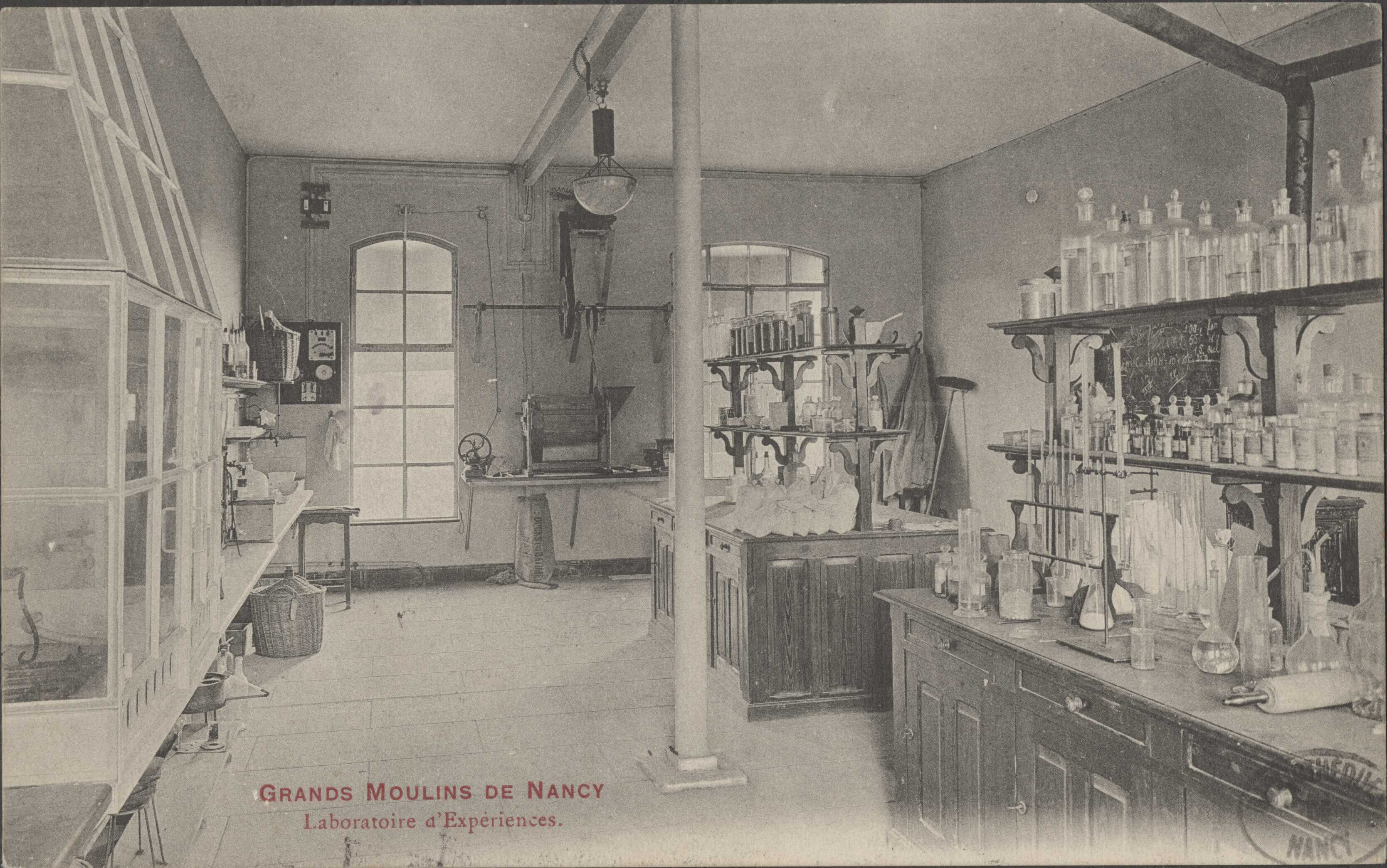
Les laboratoires des Grands Moulins au début du 20e siècle, carte postale conservée à la bibliothèque municipale de Nancy
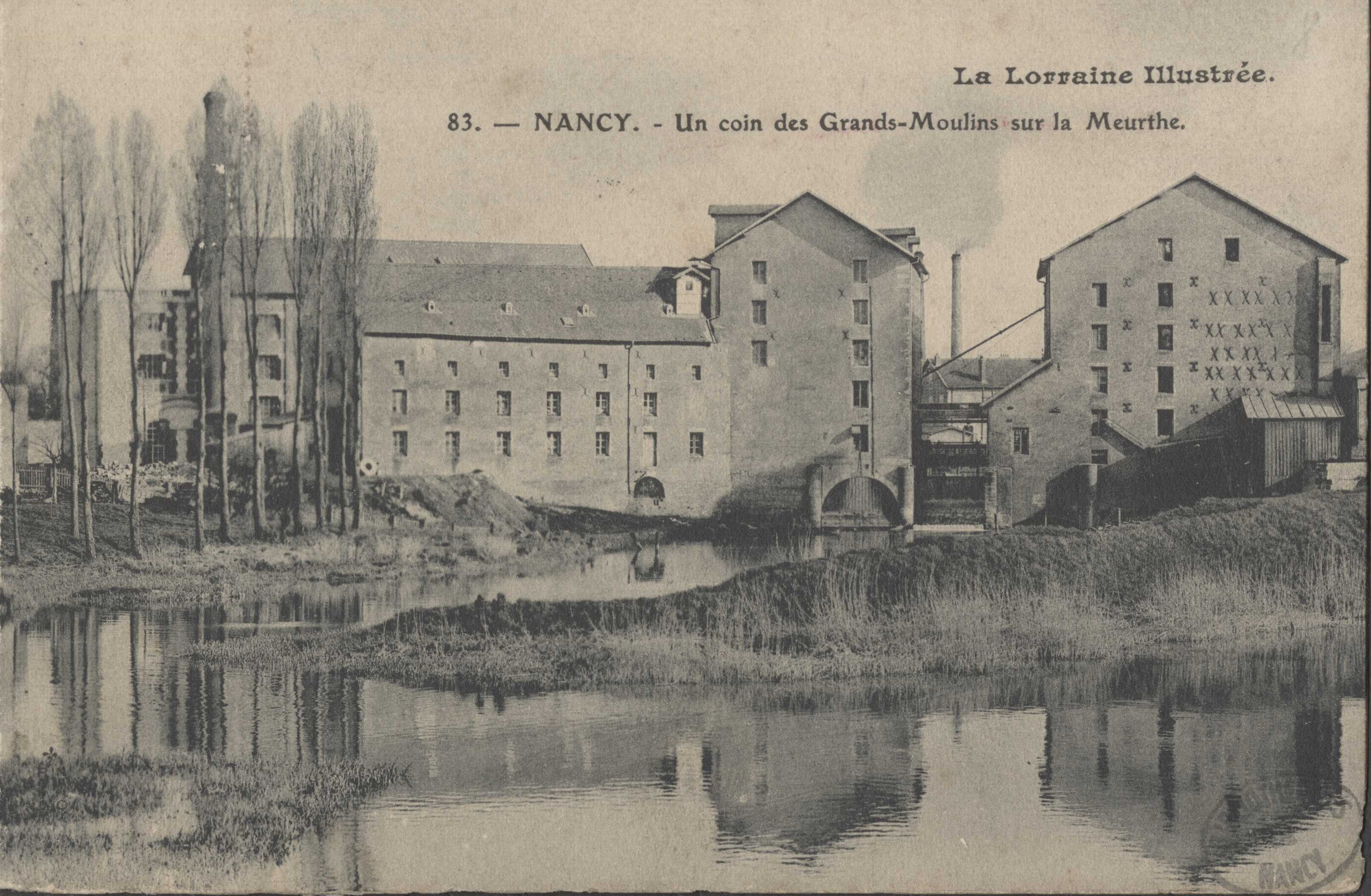
Les Grands Moulins de Nancy depuis la Meurthe, carte postale conservée à la bibliothèque municipale de Nancy
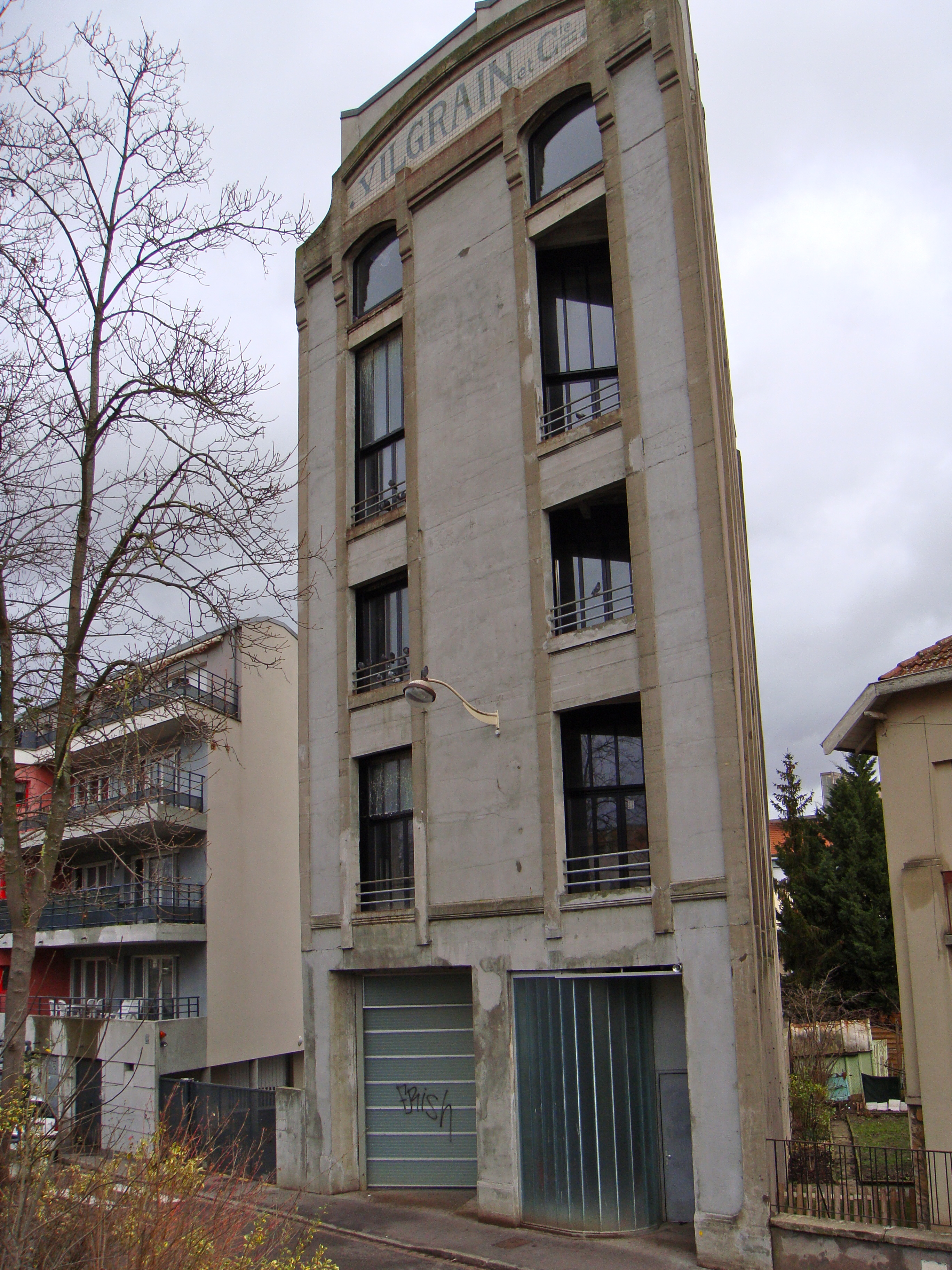
Quai de déchargement fluvial
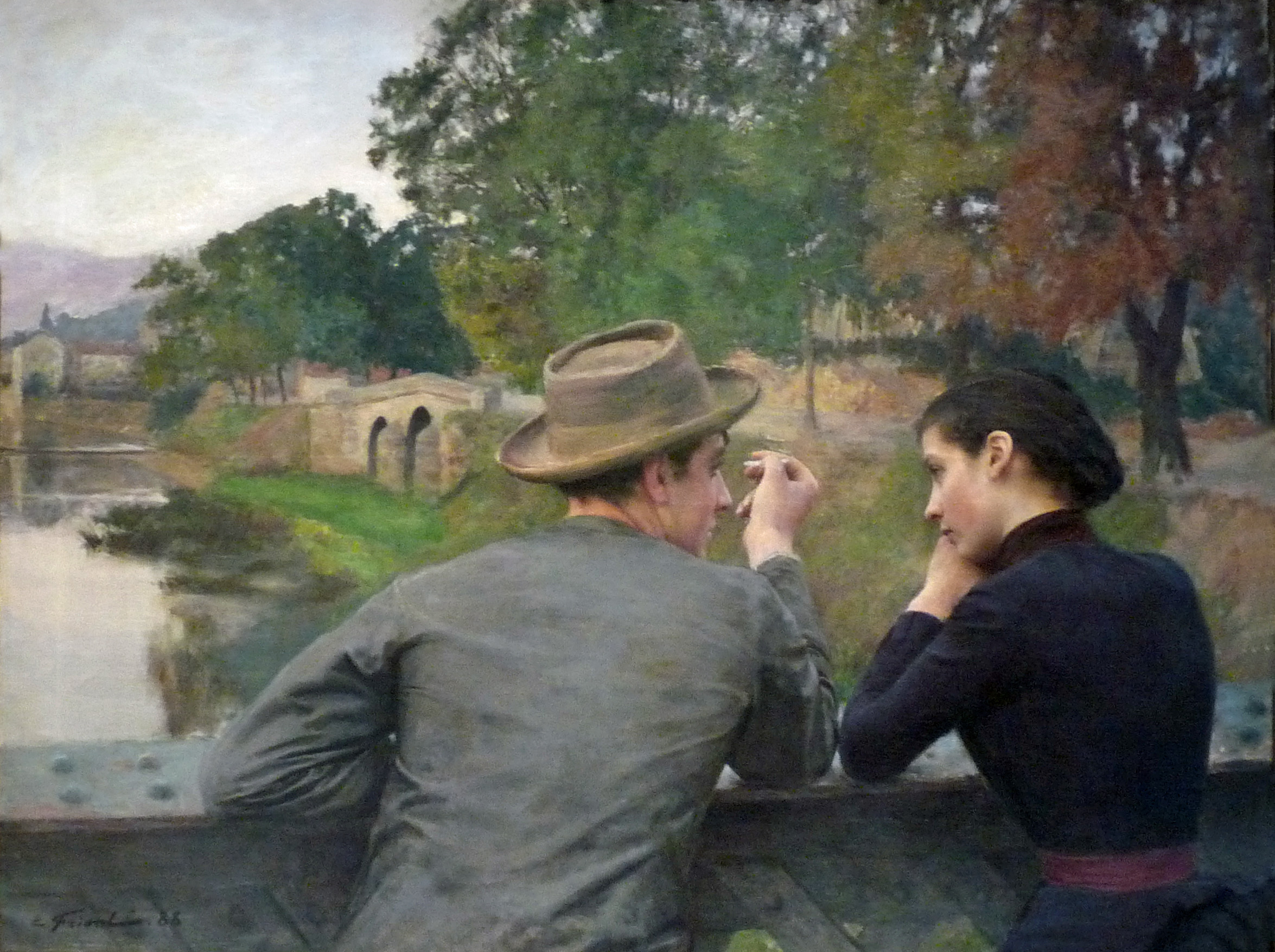
Les amoureux d'Emile Friant, avec les Grands Moulins en arrière plan, tableau conservé au musée des Beaux-Arts de Nancy